# Saint-Soupplets
Saint-Soupplets là một xã ở tỉnh Seine-et-Marne, thuộc vùng Île-de-France ở miền bắc nước Pháp.

## Dân số
Người dân ở Saint-Soupplets được gọi là Saint-Sulpiciens.
Điều tra dân số năm 1999, xã này có dân số là 2.890.